# Patricia Barber
Patricia Barber (* 8. listopadu 1955 Chicago, Illinois) je americká jazzová a bluesová zpěvačka, pianistka a textařka.

## Biografie
Oba její rodiče byli profesionálními hudebníky. Její otec Floyd "Shim" Barber byl bývalým členem Orchestru Glenna Millera. Hře na klavír se začala učit v šesti letech. Vyrůstala ve státech Illinois a Iowa a na University of Iowa vystudovala klasickou hudbu a psychologii. Graduovala roku 1978. Po původním zdráhání se nakonec rozhodla nastoupit dráhu jazzové hudebnice. Rok po ukončení univerzity se přestěhovala do Chicaga, kde se protloukala příštích pět let. Zlom přišel v roce 1984, kdy získala práci v klubu Gold Star Sardine Bar. Tam měla podle smlouvy pouze zpívat a přehrávat jazzové standardy. Ty však dokázala interpretovat svým osobitým stylem. Nakonec do svého repertoáru začala přidávat i vlastní skladby. Roku 1989 vydala své první album Split, které prodávala přímo z pódia.
Na počátku 90. let začala Patricia Barber vystupovat v chicagském jazzovém klubu Green Mill. Dále rozšiřovala svůj repertoár, přitom využívala neobvyklých inspiračních zdrojů, včetně gregoriánských chorálů. Počala také psát vlastní písně a aranžovat básnické texty E. E. Cummingse a Maya Angelou.
Nespokojena se svým vydavatelem druhého alba, začala své další desky produkovat sama pro malé místní vydavatelství Premonition. U něj vyšla alba Café Blue (1994), Modern Cool (1998) a Companion (1999), která rozšířila její popularitu za hranice Chicaga. V roce 1998 bylo Premonition zakoupeno vydavatelstvím Blue Note Records s větší distribuční sítí. Album Night Club (2000) které pod jeho hlavičkou vyšlo, se stalo jazzovým bestsellerem. Patricia Barber také začala pořádat koncertní turné po severní Americe, Evropě a Izraeli. Jejími dalšími alby byla Night Club with Verse (2002) a živá nahrávka A Fortnight in France (2004). Roku 2003 získala Guggenheimovo stipendium na vytvoření cyklu písní založených na Ovidiových Proměnách, jehož výsledkem bylo album Mythologies (2006). Jejími posledními díly jsou alba The Cole Porter Mix (2008) a Smash (2013).

## Styl
Její zpěv v tradičním jazzovém a bluesovém stylu je charakteristický poměrně nízkým hlasovým rejstříkem. Zpěv doprovází technicky precizní hrou na klavír. Repertoár Patricie Barber zahrnuje vlastní skladby i rockové a jazzové standardy jako Ode to Billie Joe, A Taste of Honey, nebo Black Magic Woman. Její vlastní písně se vyznačují vynalézavou a inteligentní lyrikou, s využitím ironického humoru a melancholie.

## Diskografie
- Split – Premonition Records (1989)
- Distortion of Love – Antilles (1992)
- Cafe Blue – Blue Note, Premonition Records (1994)
- Modern Cool – Blue Note, Premonition Records (1998)
- Companion – Blue Note, Premonition Records (1999)
- Nightclub – Blue Note, Premonition Records (2000)
- Verse – Blue Note, Premonition Records (2002)
- Live: A Fortnight In France – Blue Note (2004)
- Live: France 2004 – DVD Blue Note (2005)
- Mythologies – Blue Note (2006)
- The Premonition Years: 1994-2002 – Blue Note (2007)
- The Cole Porter Mix – Blue Note (2008)
- Smash – Concord Records (2013)